# Марселино Фердинанд
Марселино Фердинанд (на индонезийски: Marselino Ferdinan) е индонезийски футболист – централен защитник, състезател на белгийския КМСК Дайнзе и Националния отбор на Индонезия. Участник в Купата на Азия през 2023, където бележи гола срещу Ирак при загубата с 1:3.

## Успехи
Индонезия до 16 г.
- Шампионат на Югоизточна Азия до 16 г.
  - Трето място (1): 2019

 Индонезия до 23 г.
- Югоизточни Азиатски игри (1 ниво)
  - Шампион (): 2023
  - Бронзов медалист (2): 2021